# Humen
Humen är en köping i staden Dongguan i provinsen Guangdong  i sydöstra Kina.